# Fellhanera nashii
Fellhanera nashii är en lavart som beskrevs av van den Boom. Fellhanera nashii ingår i släktet Fellhanera och familjen Pilocarpaceae.   Inga underarter finns listade i Catalogue of Life.